# Clupeoides
Clupeoides is een geslacht van straalvinnige vissen uit de familie van haringen (Clupeidae).

## Soorten
- Clupeoides borneensis Bleeker, 1851
- Clupeoides hypselosoma Bleeker, 1866
- Clupeoides papuensis Ramsay & Ogilby, 1886
- Clupeoides venulosus Weber & de Beaufort, 1912